# Mariakapellet, Vännäs
Mariakapellet är ett kapell i utkanten av Vännäs. Den tillhör Vännäs församling i Luleå stift och invigdes 1974.

## Kyrkobyggnaden
Nuvarande kapell, ritat av Kjell Wretling och byggt 1972-1974, ersatte ett tidigare kapell från 1926 av byggmästare C Sandström. Kapellet hade ursprungligen platt tak som byggdes om och gavs en svag valmning 2002. Fasadteglet, ett gråvitt mexitegel, hade börjat vittra och det fick vid samma tillfälle en ljus puts av säckskurning.
Interiören är relativt välbevarad och tidstypisk för 1970-talets materialval och estetik. Från dolda sidofönster släpps dagsljuset in.

## Kyrkogården
Kapellet står i mitten på Västra kyrkogården som anlades omkring 1925 vid Umeälven västra sida. Kyrkogården avgränsas av ett svart järnstaket i söder och en stenmur i öster. Uppfarten till kapellet är asfalterad och gångarna är grusade. Den äldsta delen av kyrkogården är den östra delen och kyrkogården utvidgades mot väster och sydväst 1953 med Denis Sundberg som arkitekt och åt norr 1966-1967 där Carl-Henrik Nordlund var arkitekt.
Klockstapel uppfördes samtidigt som kapellet och står cirka 100 meter sydost om kapellet. Klockstapeln är av vit betong och har formen av ett kors med kort tvärbjälke i modernistisk stil.